# فابیو اینوچنتی
فابیو اینوچنتی (ایتالیایی: Fabio Innocenti؛ زادهٔ ۲۲ فوریه ۱۹۵۰) بازیکن والیبال اهل ایتالیا بود.
وی در مسابقات کشوری و بین‌المللی در مجموع برندهٔ ۱ مدال طلا، ۱ مدال نقره شده‌است.